# KCNG3
KCNG3 (англ. Potassium voltage-gated channel modifier subfamily G member 3) – білок, який кодується однойменним геном, розташованим у людей на короткому плечі 2-ї хромосоми.  Довжина поліпептидного ланцюга білка становить 436 амінокислот, а молекулярна маса — 49 593.
| 10         |  | 20         |  | 30         |  | 40         |  | 50         |
| ---------- |  | ---------- |  | ---------- |  | ---------- |  | ---------- |
| MTFGRSGAAS |  | VVLNVGGARY |  | SLSRELLKDF |  | PLRRVSRLHG |  | CRSERDVLEV |
| CDDYDRERNE |  | YFFDRHSEAF |  | GFILLYVRGH |  | GKLRFAPRMC |  | ELSFYNEMIY |
| WGLEGAHLEY |  | CCQRRLDDRM |  | SDTYTFYSAD |  | EPGVLGRDEA |  | RPGGAEAAPS |
| RRWLERMRRT |  | FEEPTSSLAA |  | QILASVSVVF |  | VIVSMVVLCA |  | STLPDWRNAA |
| ADNRSLDDRS |  | RYSAGPGREP |  | SGIIEAICIG |  | WFTAECIVRF |  | IVSKNKCEFV |
| KRPLNIIDLL |  | AITPYYISVL |  | MTVFTGENSQ |  | LQRAGVTLRV |  | LRMMRIFWVI |
| KLARHFIGLQ |  | TLGLTLKRCY |  | REMVMLLVFI |  | CVAMAIFSAL |  | SQLLEHGLDL |
| ETSNKDFTSI |  | PAACWWVIIS |  | MTTVGYGDMY |  | PITVPGRILG |  | GVCVVSGIVL |
| LALPITFIYH |  | SFVQCYHELK |  | FRSARYSRSL |  | STEFLN     |  |            |

A: Аланін

C: Цистеїн

D: Аспарагінова кислота

E: Глутамінова кислота

F: Фенілаланін

G: Гліцин

H: Гістидин

I: Ізолейцин

K: Лізин

L: Лейцин

M: Метіонін

N: Аспарагін

P: Пролін

Q: Глутамін

R: Аргінін

S: Серин

T: Треонін

V: Валін

W: Триптофан

Кодований геном білок за функціями належить до іонних каналів, потенціалзалежних каналів. 
Задіяний у таких біологічних процесах як транспорт іонів, транспорт, транспорт калію, альтернативний сплайсинг. 
Білок має сайт для зв'язування з калію. 
Локалізований у клітинній мембрані, цитоплазмі, мембрані.